# Новошареєво
Новошаре́єво (рос. Новошареево, башк. Яңы Шәрәй) — присілок у складі Архангельського району Башкортостану, Росія. Входить до складу Липовської сільської ради.
Населення — 223 особи (2010; 287 в 2002).
Національний склад:
- татари — 69 %